# Ares Galaxy
Ares Galaxy（アレス・ギャラクシー）は、2002年よりP2Pを利用してファイルを共有する無料フリーウェア。
WinMXと同じ性能のP2Pフリーウェアで、全てフォーマットを支持して、画像、ソフトウェア、ビデオ、映画およびMP3などを迅速に問題なくダウンロードすることが転送の速度を優れている。日本語版、英語版、中国語版など言語版の使用が可能である。